# Donna Angelicata
Donna angelicata (en español, "mujer angelical") es un tópico renacentista que presenta a la mujer como símbolo de perfección. El canon de belleza en el Renacimiento está sujeto por dos pilares fundamentales: la armonía y la proporción. A ojos de la historia, El nacimiento de Venus de Sandro Boticelli ha quedado como referente de modelo de belleza femenina (para la masculina, véase El David de Miguel Ángel). Las características más representativas son: piel blanca (sonrosada en las mejillas), cabello rubio y largo, frente despejada, ojos grandes y claros, hombros y cintura estrechos, caderas curvas, manos finas y pequeñas, pies proporcionados, cuello largo y delgado, senos no muy grandes y firmes y labios rojos.
A lo largo de la Edad Media, por la visión paradigmática que se tenía de la Virgen María, la sexualidad (virginidad) pasó a ser el eje definitorio de la consideración femenina. Más tarde, en literatura, surgió la imagen de la donna angelicata que simboliza a la mujer pura, alegoría de perfección espiritual, virtuosa, honesta y discreta que, al mismo tiempo, reunía ciertos rasgos físicos (piel clara, cabello rubio y largo, labios rojos, etc.). Esta hermosura externa era el reflejo de la belleza interior de la dama, que a su vez era imagen especular de lo divino. 
La poesía del Renacimiento bebe de ese modelo ideal y describe a la mujer, a la amada, en poemas dedicados a la exaltación de le belleza. La mujer se ve como símbolo de la perfección, accesible a través del amor; no obstante harto difícil de conseguir: es entonces cuando la mujer se ve como algo casi divino, inalcanzable. De esta forma se crea una relación desigual entre el poeta (vasallo) y la donna (señora). Tanto se somete el poeta a su amada que le parece un hecho increíble recibir cualquier señal de ella.
Como ejemplo de una donna angelicata, podemos señalar el soneto XXIII de Garcilaso de la Vega:

En tanto que de rosa y d´azucena
se muestra la color en vuestro gesto,
y que vuestro mirar ardiente, honesto,
con clara luz la tempestad serena;
y en tanto que´l cabello, que´n la vena
del oro s´escogió, con vuelo presto
por el hermoso cuello blanco, enhiesto,
el viento mueve, esparce y desordena:
coged de vuestra alegre primavera
el dulce fruto antes que´l tiempo airado
cubra de nieve la hermosa cumbre.
Marchitará la rosa el viento helado,
todo lo mudará la edad ligera
por no hacer mudanza en su costumbre.